# نيلي ماكاي
نيل ماري ماكاي (بالإنجليزية: Nell Marie McKay)‏ (ولدت في 13 أبريل 1982) مغنية وكاتبة أغاني بريطانية أمريكية، ممثلة، وستاند آب كوميدي سابقة، ظهرت في فيلم بي إس أنا أحبك (2007)

## نشأتها
ولدت ماكاي في لندن، لأب إنجليزي، كاتب والمخرج مالكولم ماكاي ، وأم أمريكية، هي الممثلة روبن باباس. أثناء نشأتها، عاشت مع والدتها في هارلم، نيويورك، في أولمبيا وواشنطن وجبل بوكونو، بنسلفانيا. درست صوت الجاز في مدرسة مانهاتن للموسيقى، لكنها لم تتخرج. لفتت أدائها في العديد من الأماكن الموسيقية في مدينة نيويورك، بما في ذلك مقهى نيويورك، الانتباه من شركة الإنتاج الموسيقية.

## روابط خارجية
- الموقع الرسمي
- نيلي ماكاي - صفحة ماي سبيس
- نيلي ماكاي على موقع IMDb (الإنجليزية)
- نيلي ماكاي على موقع روتن توميتوز (الإنجليزية)
- نيلي ماكاي على موقع ألو سيني (الفرنسية)
- نيلي ماكاي على موقع ميوزك برينز (الإنجليزية)
- نيلي ماكاي على موقع رولينغ ستون (الإنجليزية)
- نيلي ماكاي على موقع أول موفي (الإنجليزية)
- نيلي ماكاي على موقع قاعدة بيانات برودواي على الإنترنت (الإنجليزية)
- نيلي ماكاي على موقع قاعدة بيانات الأفلام السويدية (السويدية)
- نيلي ماكاي على موقع أول ميوزيك (الإنجليزية)
- نيلي ماكاي على موقع ديسكوغز (الإنجليزية)
- نيلي ماكاي at the Internet Off-Broadway Database
- Trouser Press entry